# Orhan Onar
Orhan Onar (* 1. März 1923 in Ankara; † 26. Oktober 2009) war ein türkischer Jurist und von 1986 bis 1988 Präsident des türkischen Verfassungsgerichts.

## Laufbahn
Nachdem Onar das Galatasaray-Gymnasium besuchte, studierte er Rechtswissenschaften und schloss 1947 sein Studium an der juristischen Fakultät der Universität Istanbul ab. Er wurde 1954 als stellvertretender Staatsanwalt nach Ankara berufen. 1956 wurde er vom türkischen Justizministerium nach Frankreich geschickt und war ein Jahr lang in Paris tätig. Am 16. August 1960 wurde er zum stellvertretenden Staatsanwalt beim Kassationshof der Türkei ernannt und am 18. August 1962 zum Verfassungsgericht versetzt, wo er als Berichterstatter tätig war. 1973 wurde er zum Mitglied des Staatsrats und 1980 zum ordentlichen Mitglied des Verfassungsgerichts ernannt. Am 28. Juli 1986 wurde er zum Präsidenten des Verfassungsgerichts gewählt und war bis zum 1. März 1988 im Amt.